# Natalija Hončarova
Natalija Olehivna Hončarova (in ucraino Наталія Олегівна Гончарова?; Sokal', 1º giugno 1989) è una pallavolista ucraina naturalizzata russa.
Gioca nel ruolo di schiacciatrice nella Dinamo Mosca.

## Carriera
Natalija Hončarova inizia a giocare a pallavolo in Ucraina, nei settori giovanili del Regina-ART e dell'Universitet Ivano-Frankovsk. Nel 2005 vince la medaglia d'oro al campionato europeo Under-18; un anno dopo vince la medaglia di bronzo al campionato europeo Under-19, in cui riceve il premio di Most Valuable Player.
Nel 2007 inizia la carriera da professionista tra le file della Dinamo Mosca; nello stesso anno fa il suo esordio nella nazionale ucraina. Nella stagione 2008-09 vince il campionato russo e in quella dopo la Coppa di Russia; negli anni successivi si aggiudica altri tre campionati, tre coppe nazionali e le prime due edizioni della Supercoppa russa.
Nell'estate del 2010 fa il suo esordio con la nazionale russa, partecipando al Montreux Volley Masters e vincendo la medaglia d'oro al campionato mondiale; nel 2013 vince la medaglia d'oro al campionato europeo e un anno dopo il bronzo al World Grand Prix 2014; nel 2015 si aggiudica la medaglia d'argento al World Grand Prix e quella d'oro al campionato europeo.

## Vita privata
È la sorella minore della pallavolista Valerija Hončarova. Il 17 agosto 2012 ha sposato il pallavolista Aleksej Območaev, pochi giorni dopo la chiusura dei Giochi della XXX Olimpiade, ai quali hanno partecipato entrambi. Nel gennaio 2016 la coppia ha divorziato e Natalija ha riottenuto il suo cognome da nubile Hončarova.

## Palmarès

### Club
- Campionato russo: 4

2008-09, 2015-16, 2016-17, 2017-18
- Coppa di Russia: 4

2009, 2011, 2013, 2018
- Supercoppa russa: 2

2017, 2018

### Nazionale (competizioni minori)
- Campionato europeo Under-18 2005
- Campionato europeo Under-19 2006
- Montreux Volley Masters 2018

### Premi individuali
- 2006 - Campionato europeo Under-19: MVP
- 2015 - World Grand Prix: Miglior opposto
- 2015 - Coppa del Mondo: Miglior opposto
- 2018 - Montreux Volley Masters: MVP della Russia